# Доксологія
Доксологія (грец. δόξα- слава, грец. λόγος — слово) — у християнській традиції — молитва, змістом якої є прослава Господа.
Доксологією є коротке славослов'я (Слава Отцю, і Сину, і Святому Духові, нині, і повсякчас, і на віки вічні. Амінь), завершальна фраза Господньої молитви (Бо Твоє є царство…), гімн «Слава во вишніх Богу» тощо.